# Гамбург-Вільсторф
Вільсторф (нім. Wilstorf) — частина району Гарбург вільного та ганзейського міста Гамбург.

## Історія
У 1888 році село було включено до складу Гарбурга. У 1937 році, за часів нацистської Німеччини, після прийняття «Закону про Великий Гамбург» Вільсторф став частиною Гамбурга.